# Montezemolo
Pour les articles homonymes, voir Montezemolo (homonymie).
Montezemolo est une commune italienne de la province de Coni, dans la région Piémont.

## Administration
| Période                                  | Période | Identité | Étiquette | Qualité |
| ---------------------------------------- | ------- | -------- | --------- | ------- |
|                                          |         |          |           |         |
| Les données manquantes sont à compléter. |         |          |           |         |

### Communes limitrophes
Camerana, Castelnuovo di Ceva, Cengio, Priero, Roccavignale, Sale delle Langhe, Saliceto (Italie)